# Star Screen Award/Best Story
Der Star Screen Award Best Story ist eine Kategorie des indischen Filmpreises Star Screen Award.
Der Star Screen Award Best Story wird von einer angesehenen Jury der Bollywoodfilmindustrie gewählt. Die Gewinner werden jedes Jahr im Januar bekannt gegeben.
Liste der Gewinner:
| Jahr | Film                 | Gewinner                          |
| ---- | -------------------- | --------------------------------- |
| 1995 | Krantiveer           | K. K. Singh                       |
| 1996 | Param Veer Chakra    | Major Ashok Kaul                  |
| 1997 | Maachis              | Gulzar                            |
| 1998 | Virasat              | Kamal Haasan                      |
| 1999 | Zakhm                | Mahesh Bhatt                      |
| 2000 | Sarfarosh            | John Mathew Matthan               |
| 2001 | Astitva              | Mahesh Manjrekar                  |
| 2002 | Chandni Bar          | Madhur Bhandarkar                 |
| 2003 | Filhaal...           | Meghna Gulzar                     |
| 2004 | Pinjar               | Amrita Pritam                     |
| 2005 | Veer-Zaara           | Aditya Chopra                     |
| 2006 | Iqbal                | Nagesh Kukunoor                   |
| 2007 | Lage Raho Munna Bhai | Rajkumar Hirani und Abhijat Joshi |
| 2008 | Taare Zameen Par     | Amole Gupte                       |